# Rhamphomyia fimbriata
Rhamphomyia fimbriata är en tvåvingeart som beskrevs av Daniel William Coquillett 1895. Rhamphomyia fimbriata ingår i släktet Rhamphomyia och familjen dansflugor.
Artens utbredningsområde är Kalifornien. Inga underarter finns listade i Catalogue of Life.